# ليه سابلون (مترو باريس)
ليه سابلون (بالفرنسية: Les Sablons)‏ هي محطة مترو تابعة لمترو باريس تقع في فرنسا في نويي-سور-سين.[بحاجة لمصدر]